# Resolució 2423 del Consell de Seguretat de les Nacions Unides
La Resolució 2423 del Consell de Seguretat de les Nacions Unides fou adoptada per unanimitat el 28 de juny de 2018. En virtut del Capítol VII de la Carta de les Nacions Unides, i recordant les resolucions 2391 (2017), 2374 (2017), 2364 (2017) i 2100 (2013) sobre la situació a Mali, el Consell va estendre el mandat de la Missió Multidimensional Integrada d'Estabilització de les Nacions Unides a Mali (MINUSMA) durant un any més fins al 30 de juny de 2019, mantenint el nombre de 13.289 efectius i 1.920 policies i la prioritat estratègica de donar suport a les mesures per assolir la pau i la reconciliació al país.